# Dino Bruni
Dino Bruni (Portomaggiore, 13 april 1932) is een voormalig Italiaans wielrenner.

## Belangrijkste overwinningen
1959
- Ronde van de Drie Valleien

1961
- 1e etappe Ronde van Italië
- Ronde van Reggio Calabria
- Coppa Sabatini

1962
- 1e etappe Ronde van Zwitserland

1963
- Coppa Sabatini

## Resultaten in voornaamste wedstrijden
| Jaar | Ronde van Italië | Ronde van Frankrijk | Ronde van Spanje |
| ---- | ---------------- | ------------------- | ---------------- |
| 1957 |                  |                     |                  |
| 1958 |                  |                     |                  |
| 1959 |                  | 64e (2)             | opgave           |
| 1960 | 91e (2)          | 72e                 |                  |
| 1961 | 65e              |                     |                  |
| 1962 | opgave           | 90e (1)             |                  |
| 1963 | 82e              |                     |                  |
| 1964 | 97e              |                     |                  |

| Jaar | Milaan-San Remo | Parijs-Roubaix | Ronde van Lombardije |  | WK op de weg |
| ---- | --------------- | -------------- | -------------------- |  | ------------ |
| 1957 | 10e             | 50e            | 9e                   |  |              |
| 1958 | 10e             | 31e            |                      |  |              |
| 1959 | 35e             |                | 7e                   |  | 31e          |
| 1960 |                 |                | 71e                  |  |              |
| 1961 | 4e              |                |                      |  |              |
| 1962 | 13e             | 47e            |                      |  |              |
| 1963 |                 |                |                      |  |              |
| 1964 |                 |                |                      |  |              |